# Castello di San Michele in Teverina

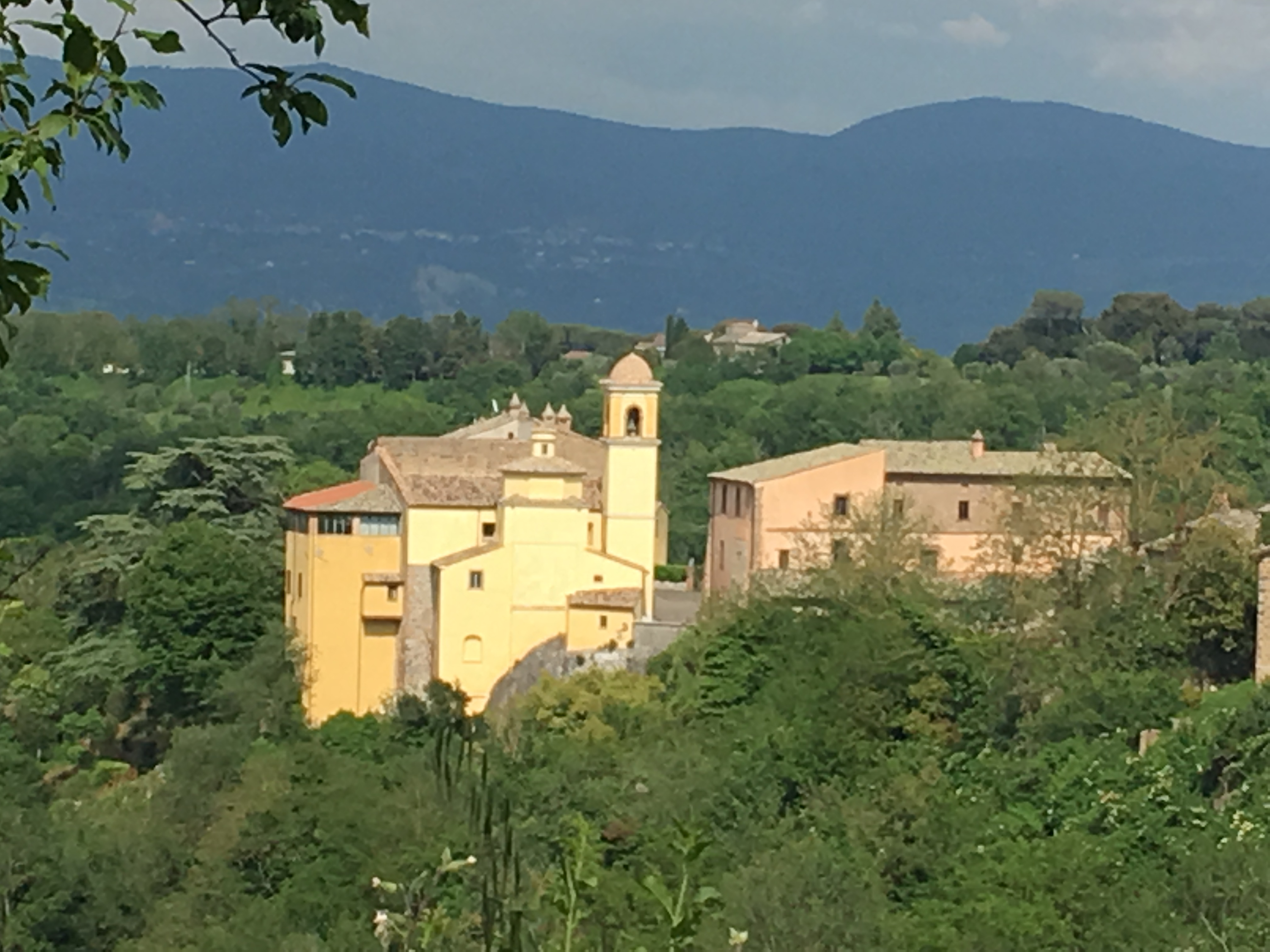
Vista del Castello dalla Valle

Il Castello di San Michele, chiamato Castel di Piero fino al 1726, fu eretto nel Lazio durante il XII secolo. È sito nella località di San Michele in Teverina, frazione di Civitella d'Agliano, in provincia di Viterbo, Italia.

## Storia
Piero di Mugnano, signore feudale nella valle del Tevere, nel 1164 fece costruire questa fortezza nella Tuscia. Per quasi cinque secoli rimase nelle mani della famiglia Baglioni di Castel di Piero. 
Nel 1522 una lite per la successione tra Piero I Baglioni, che aveva sposato una Medici, e Antonio Baglioni di Perugia, che aveva sposato Beatrice Farnese, portò all'assedio del castello da parte di Galeazzo Farnese. Piero resistette e 500 mercenari corsi furono uccisi, ma alla fine il castello fu preso e le sue strutture difensive furono per la maggior parte smantellate. Pochi anni dopo Piero I riprende il controllo e costruisce il castello rinascimentale sui resti della fortezza medievale. La ricostruzione sembra essere stata curata da Caterina de Galeotto de’ Medici, sua moglie, e dalla figlia Virginia Baglioni. Un'altra figlia, Francesca Baglioni, fu governante di Maria de' Medici, futura regina di Francia, e fondò poi il monastero di Santa Maria dell'Umiltà a Roma.
I resti moderni del castello risalgono principalmente all'epoca di Caterina de' Medici. Come cugina dei Baglioni, si dice che fosse proprietaria del feudo da tempo. Nel XVII secolo il castello fu ereditato dai Domicelli di Orvieto, divenendo poi proprietà di altre famiglie nobili. 
Con licenza di Alessandro VIII, in data 7 giugno 1690, la marchesa Artemisia Simoncelli Cennini vendette il castello, con titolo di conte, a Isidoro Benedetti di Spoleto. Nel 1726, con breve di Benedetto XIII, Niccolò Benedetti, figlio di Isidoro, cambiò il nome del feudo, da Castel di Piero in San Michele. Con breve di Pio VII del 27 Aprile 1804, Ermanno Gabrielli di Montevecchio, per volontà del bisnonno Isidoro Benedetti, subentrò nei titoli di questa famiglia, tra cui quelli di principe di Umbriano, duca di Ferentillo e, appunto, conte di San Michele. Tuttavia suo nipote, anch'egli Ermanno, nel 1847 vendette il principato di Umbriano e la contea di San Michele a Louis Desiré di Montholon-Semonville (1785-1863), che con breve di Pio IX in data 1° ottobre 1847, fu investito di entrambi i titoli.
Il membro più famoso di questa famiglia originaria di Francia, Charles-Tristan de Montholon, condivise l'esilio di Napoleone a Sant'Elena e ne fu l'esecutore testamentario. Gli eredi di Jean-Tristan possedettero il castello fino al 1970.
Con la legge n. 6165 del 31 dicembre 1870 San Michele fu annesso al Regno d'Italia. Con Regio Decreto n. 1271 del 16 febbraio 1873, il nome fu cambiato in San Michele in Teverina.

## Posizione
Il palazzo rinascimentale e i resti del castello medievale sono situati su un promontorio boscoso all'estremità del paese di San Michele in Teverina, incentrato su una piazza che era il cortile del castello.